# Lütisburg
Lütisburg – miejscowość i gmina we wschodniej Szwajcarii, w kantonie St. Gallen, w okręgu Toggenburg. Leży nad rzekami Necker i Thur.

## Demografia
W Lütisburgu mieszka 1 613 osób. W 2021 roku 15,3% populacji gminy stanowiły osoby urodzone poza Szwajcarią. 

## Transport
Przez teren gminy przebiegają drogi główne nr 16 i nr 431.